# Bible de Saint-Paul-hors-les-Murs

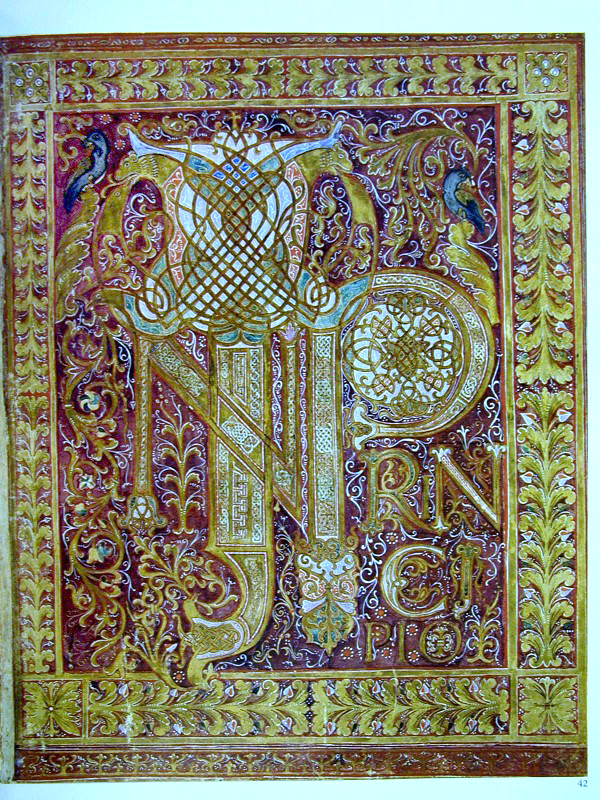
L'incipit du Livre de la Genèse: In principio...

La Bible de Saint-Paul-hors-les-Murs est un manuscrit enluminé de la Bible, créé au IXe siècle, probablement dans un monastère de la région de Reims. Il fut offert par Charles le Chauve au pape Jean VIII en 875. Il se compose de 334 folios (augmentés d'un folio du XVIIe siècle placé en tête du manuscrit, et d'un folio du XVIe siècle placé à la fin du manuscrit), 24 miniatures de titre historiées (sur 25 à l'origine), 4 canons de concordance, 35 pages décoratives et 91 initiales. Le manuscrit est conservé aujourd’hui à l’abbaye de Saint-Paul-hors-les-Murs de Rome.

## Histoire
D’après le prologue du livre l’auteur en est le moine Ingobert (dont on ne connaît rien d’autre par ailleurs) qui se mit au travail pour satisfaire une commande faite par Charles le Chauve. Il se dit être écrivain ‘fidèle’ à la confiance placée en lui par Charles le Chauve autant qu’au texte latin de la traduction de la Bible faite par Saint Jérôme. Ingobert est l’auteur du texte autant que des miniatures.

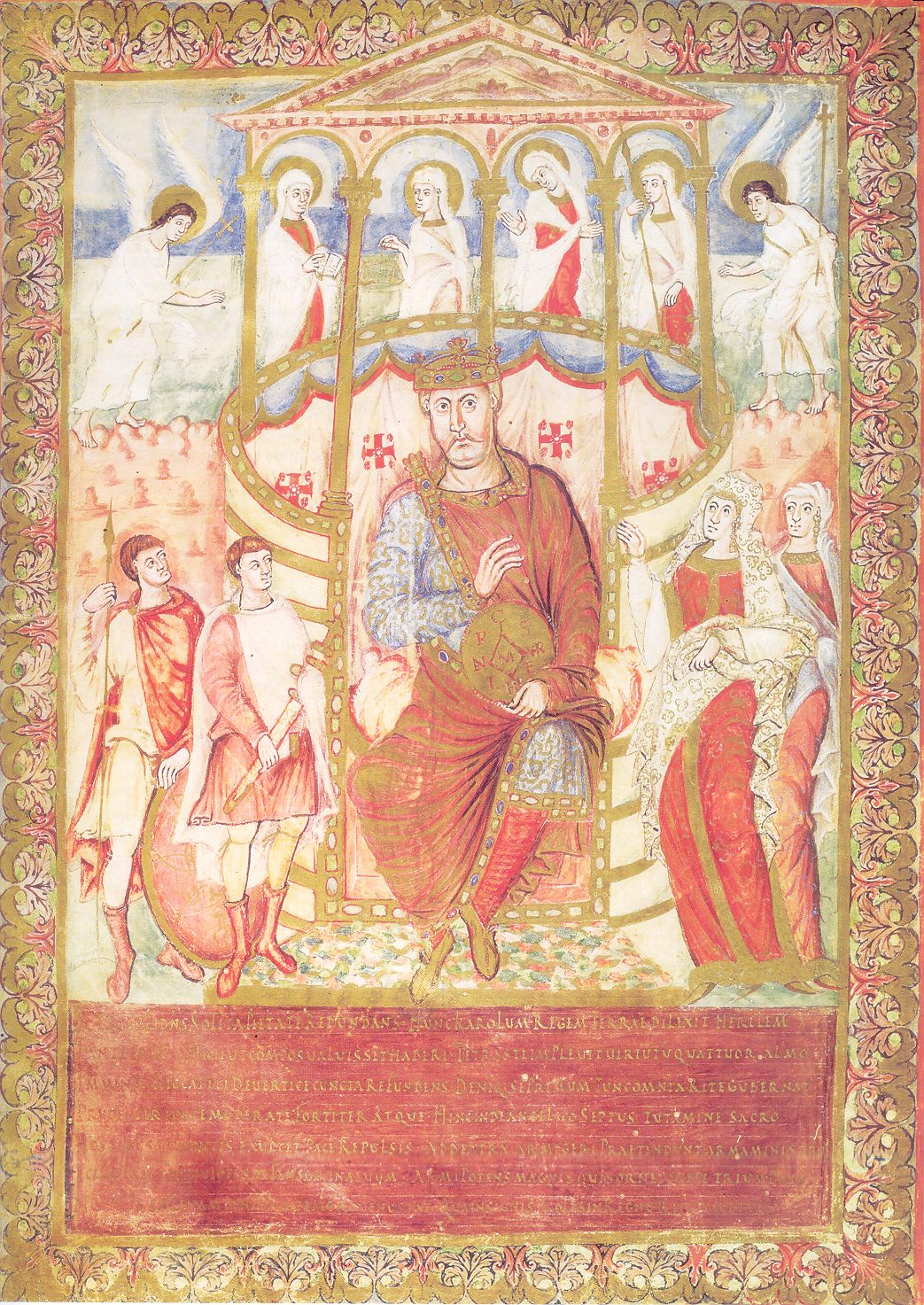
Page de dédicace au Rex Carolus

Charles le Chauve, qui avait d’excellentes relations avec l’autorité pontificale, offre la Bible au pape Jean VIII à l’occasion de son couronnement comme empereur, la nuit de Noël 875. À la même occasion fut offert au pape le trône (la cathedra) de bois avec garnitures en ivoire qui, en 1666, fut placé par Bernini au-dessus de l’autel de l’abside de la basilique Saint-Pierre de Rome.
Au XIe siècle, Grégoire VII, pour des motifs de sécurité confie la Bible aux moines de l’abbaye de Saint-Paul-hors-les-Murs, gardiens du tombeau de saint Paul. Pendant des siècles elle est consultée et utilisée pour l’étude par les moines bénédictins.
En 1646 le manuscrit est restauré, et les pages réarrangées. Une nouvelle reliure et couverture de maroquin rouge et or fut réalisée au XVIIe siècle. 
À part la nécessité de nouveaux travaux mineurs de restauration en 1970 la bible carolingienne n’a jamais quitté l’abbaye de Saint-Paul. Exceptionnellement, à l’occasion de l’année paulinienne proclamée par le pape Benoît XVI pour commémorer le bimillénaire de la naissance de l’apôtre (2008-2009), la Bible carolingienne fut exposée à la vénération des fidèles.

## Description
Chaque livre de l’Ancien et du Nouveau Testament est introduit par une page entière de ravissantes scènes miniaturisées d’événements et personnages que l’on pourra rencontrer dans le livre qui suit. Le tout est précédé d’un prologue (le lecteur est invité à écouter l’importance vitale de la Parole), d’une page de dédicace au roi Charles le Chauve (avec miniature) et d’une autre dédiée (avec six scènes de sa vie) au grand Saint Jérôme (qui entrant dans les bois des Hébreux en révèle des lieux inaccessibles aux nôtres, et les illumine de la lumière de la raison).